# جولیوس آگاهووا
جولیوس آگاهووا (انگلیسی: Julius Aghahowa؛ زادهٔ ۱۲ فوریهٔ ۱۹۸۲) یک بازیکن فوتبال اهل نیجریه است.
وی همچنین در تیم‌های ملی فوتبال نیجریه نیجر بازی کرده‌است.